# Carry On Cruising
Carry On Cruising – brytyjska komedia filmowa z 1962 roku w reżyserii Geralda Thomasa, nakręcona jako szósta część cyklu Cała naprzód. Jest jedynym zrealizowanym w kolorze spośród pierwszych dziewięciu filmów serii. 

## Opis fabuły
Akcja filmu rozgrywa się na statku wycieczkowym brytyjskiego armatora, na którym dwutygodniowe wakacje na Morzu Śródziemnym spędza grupa wczasowiczów. Wśród nich są dwie młode przyjaciółki, z których jedna chce znaleźć na statku przyszłego męża, a druga wprost przeciwnie - pragnie odpocząć od męskiego towarzystwa. Jednostką dowodzi od dziesięciu lat doświadczony kapitan, który obecnie ubiega się o awans na stanowisko dowódcy nowego statku transatlantyckiego. Kapitan wpada w poważne zaniepokojenie, gdy jego pięciu zaufanych członków załogi - pierwszy oficer, lekarz, główny barman, szef kuchni i jego osobisty steward - w ostatniej chwili zastępuje grupa żółtodziobów. 

## Obsada
- Sid James jako kapitan Crowther
- Kenneth Williams jako Marjoribanks, pierwszy oficer
- Kenneth Connor jako doktor Binks
- Liz Fraser jako panna Trimble
- Dilys Laye jako panna Castle
- Esma Cannon jako pani Madderley
- Lance Percival jako Haynes, szef kuchni
- Jimmy Thompson jako Turner, główny barman
- Cyril Chamberlain jako Tom Tree, steward kapitana
- Ronnie Stevens jako wiecznie pijany pasażer

i inni

## Produkcja
Podobnie jak wszystkie filmy z serii Cała naprzód, Carry On Cruising było kręcone na terenie Pinewood Studios. Na potrzeby filmu skonstruowano tam atrapę statku, odpowiadającą jego rzeczywistym wymiarom. Okres zdjęciowy trwał od 8 stycznia do 16 lutego 1962 roku. Wykorzystane w filmie ujęcia prawdziwych statków zostały zrealizowane we współpracy z firmą żeglugową P&O, dla której podziękowania umieszczone zostały na planszy otwierającej film. Premierowy pokaz filmu odbył się na statku zacumowanym w porcie w Southampton. 
Pierwotnie główną rolę kobiecą w filmie miała zagrać Joan Sims, która musiała wycofać się na cztery dni przed rozpoczęciem zdjęć ze względów zdrowotnych. W trybie nagłym jej rolę przejęła Dilys Laye. Z kolei postać szefa kuchni została napisana z myślą o Charlesie Hawtreyu, który jednak odmówił udziału w filmie po nieudanych negocjacjach z producentem dotyczących jego gaży.